# Kanlaon
Pour l’article homonyme, voir Canlaon (ville).
Le Kanlaon, aussi appelé Kanla-on, Canla-on, Canlaon, Canalaon, Malaspina ou encore Malespina, est un volcan des Philippines, point culminant de l'île de Negros avec 2 435 mètres d'altitude. C'est l'un des volcans les plus actifs de cette région des Philippines.

## Géographie

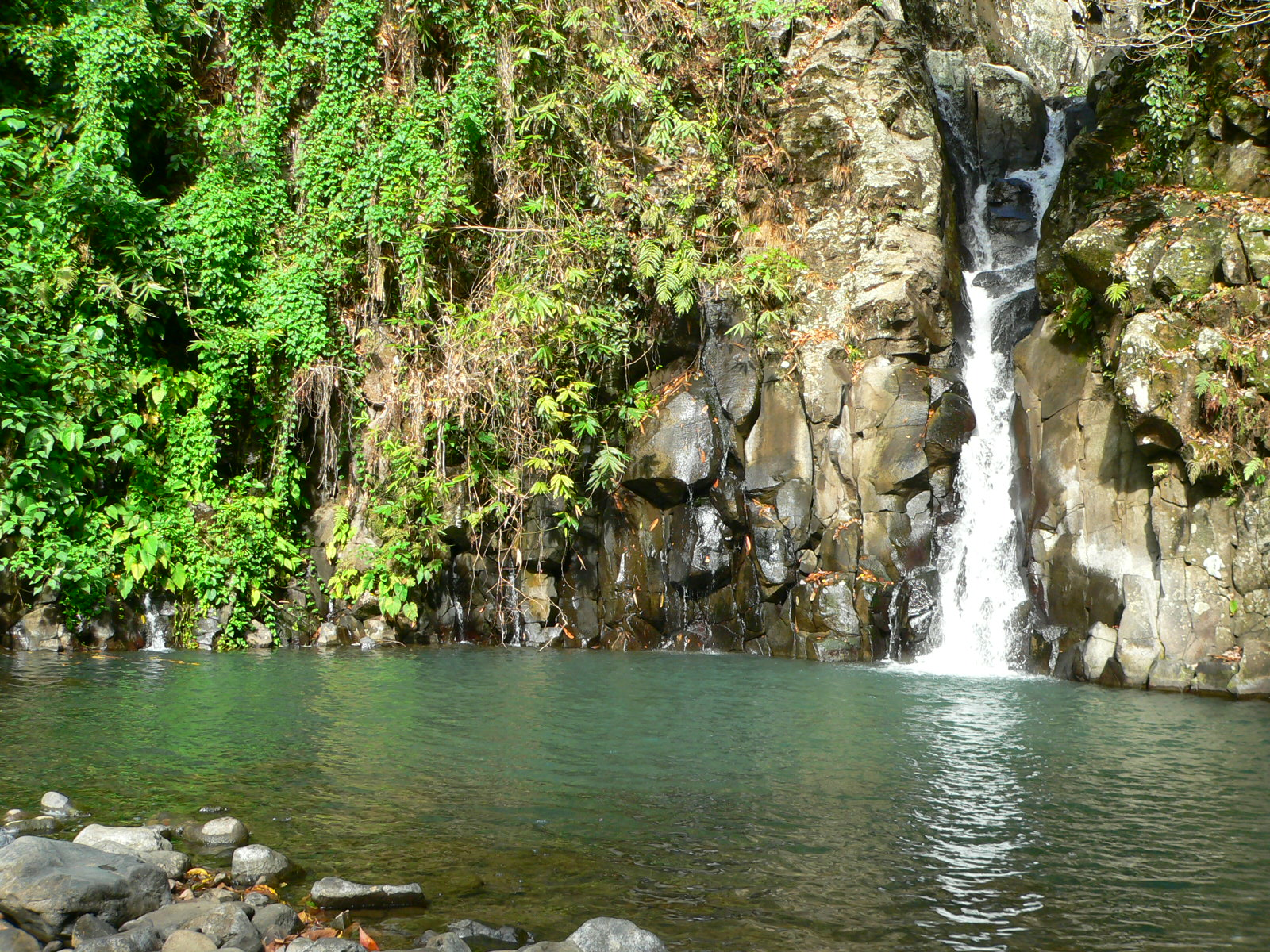
Les chutes Mambucal sur les pentes du volcan.

Le Kanlaon est situé dans le Sud des Philippines, dans la moitié septentrionale de l'île de Negros. Administrativement, il fait partie des provinces de Negros occidental et Negros oriental, respectivement des régions de Visayas occidentales et Visayas centrales.
Il est entouré par le Mandalagan au nord dont il est séparé par la vallée de la rivière Bago, par une chaîne de collines à l'est qui le sépare du détroit de Tañon et qui se prolonge au sud ainsi que par une plaine côtière à l'ouest qui s'étend jusqu'au golfe de Panay. Au nord et au sud, deux grandes vallées constituent des axes de communication majeurs entre les côtes orientales et occidentales de cette partie de Negros. Elles sont empruntées par deux routes qui relient les villes de San Carlos au nord-est et Canlaon au sud-est à La Castallena au sud-ouest ainsi que Bacolod, la plus grande ville de l'île, et Bago au nord-ouest.
Le volcan se présente sous la forme d'une montagne massive allongée dans le sens sud-sud-ouest-nord-nord-est pour une trentaine de kilomètres à sa base. Elle est recouverte de plusieurs alignements de fissures, de cônes pyroclastiques et de cratères volcaniques dont l'un, le cratère Ludug situé à l'extrémité méridionale de la zone sommitale, constitue le point culminant de l'édifice volcanique et de l'île de Negros avec 2 435 mètres d'altitude. Juste au nord se trouve une caldeira oblongue de deux kilomètres de longueur contenant un lac de cratère, la Margaja Valley. Ce stratovolcan est constitué en majorité d'andésite à pyroxène avec quelques traces de basalte et de dacite. D'un point de vue tectonique, le Kanlaon fait partie de la ceinture volcanique de Negros. Ses flancs peuvent être entaillés de profondes vallées comme en direction du nord-est, du sud-ouest ou encore celle affectant une grande partie du flanc occidental de la montagne. À ses pieds, sur 33 kilomètres en direction du sud-ouest, se trouve un ensemble de hummocks, des collines de débris formées lors du plus grand glissement de terrain connu aux Philippines.
Son comportement éruptif est marqué par des explosions essentiellement phréatomagmatiques de faible puissance qui donnent naissance à de petites pluies de cendres,. Trois zones de sources chaudes se trouvent sur le volcan : le Carabao Killer, le Chicken Killer et le Hog Killer. Ses pentes boisées sont protégées au sein du parc national de Kanlaon qui couvre tout le volcan.

## Histoire
Sa première éruption répertoriée par les Européens est celle de 1866, suivie par 28 autres dont deux incertaines, ce qui fait de lui le volcan le plus actif du centre des Philippines. La dernière de ces éruptions s'est déroulée du 3 juin au 25 juillet 2006. D'indice d'explosivité volcanique de 1 et 2, elles sont marquées par de petites explosions phréatomagmatiques qui se produisent au sommet du volcan. Cette activité volcanique limitée en puissance et en étendue peut toutefois entraîner des morts, la dernière fois lors de l'éruption soudaine du 10 août 1996 lorsque trois randonneurs périssent sous les chutes de roches éjectées du cratère sommital,.
Le 3 juin 2024 peu avant 19 h, le volcan entre en éruption en projetant dans les airs un nuage de cendres volcaniques à plus de cinq kilomètres d'altitude pendant six minutes. Les habitants vivant aux abords du volcan sont évacués, les autres sont incités à porter des masques. Ce scénario se répète le 9 décembre avec l'émission d'un panache volcanique et de nuées ardentes. Le 8 avril 2025, une nouvelle explosion du Kanlaon a lieu, avec encore une fois l'émission d'un imposant panache volcanique.

## Surveillance et prévention

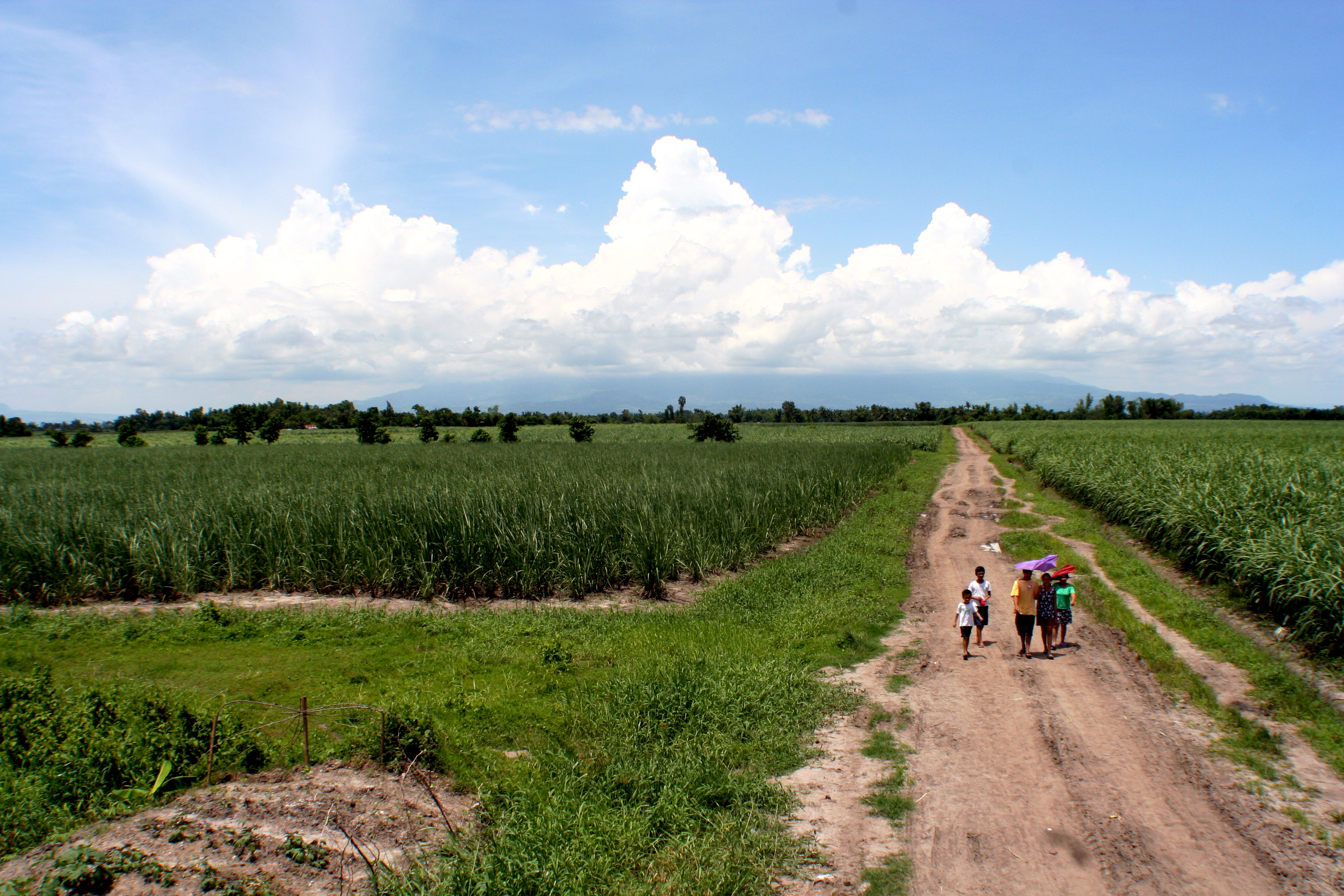
Champs de canne à sucre au pied du Kanlaon ennuagé.

Le Kanlaon est surveillé en permanence par le Philippine Institute of Volcanology and Seismology (PHIVOLCS). Celui-ci dispose de plusieurs instruments de mesure sur le volcan, sismographes, tiltmètres, récepteurs GPS, et effectue de nombreuses analyses des gaz volcaniques ainsi que de la surveillance visuelle. Ces données collectées ont permis d'identifier les signes précurseurs d'une éruption qui consistent en une modification du comportement sismique, un gonflement du volcan et une modification du rejet des gaz volcaniques qui se traduit par l'augmentation des fumerolles, l'apparition d'une odeur soufrée ainsi que la hausse de la concentration en composés chlorés et une acidification des eaux de la source chaude de Mambucal. Les éruptions en elles-mêmes ont été classées en trois types : phréatiques, phréatomagmatiques et stromboliennes.
Des cartes des risques volcaniques ont ainsi été dressées : ceux-ci sont de deux types avec les coulées de lave d'une part et les nuées ardentes et lahars d'autre part. Pour les coulées de lave, la zone à risque maximal concerne le sommet du volcan et deux petites vallées en direction du nord-ouest et une zone à risque plus faible s'étend vers le sud. Cette répartition des dangers est similaire à celui des nuées ardentes principalement dirigées vers le sud, l'ouest et le nord-ouest. En ce qui concerne les lahars, la zone à risque s'étend très loin du volcan puisque ces coulées boueuses sont susceptibles d'emprunter les petites vallées des flancs Sud et Ouest du volcan en aval des zones à nuées ardentes. De là, ils gagnent les cours d'eau principaux, Bago, Marayo et Binalbagan, et atteignent le golfe de Panay à l'ouest après un parcours de plusieurs dizaines de kilomètres.
Face à ces risques, les mesures de protection des populations se concrétisent par l'instauration d'une zone en alerte permanente de quatre kilomètres de rayon autour du sommet. Ensuite, en fonction de l'activité éruptive, cette zone d'alerte peut être étendue à six, huit et entre douze et quatorze kilomètres en direction du sud-est, du sud, de l'ouest et du nord-ouest, la dernière extension correspondant à une activité explosive inhabituelle.